# Вилчелеле (Клуж)
Вилчелеле (рум. Vâlcelele) — село у повіті Клуж в Румунії. Входить до складу комуни Бобилна.
Село розташоване на відстані 354 км на північний захід від Бухареста, 36 км на північ від Клуж-Напоки.

## Населення
За даними перепису населення 2002 року у селі проживали 146 осіб, усі — румуни. Усі жителі села рідною мовою назвали румунську.